# Aleksandr Szapowałow
Aleksandr Sidorowicz Szapowałow (ros. Александр Сидорович Шаповалов, ur. 9 września 1871 we wsi Cziornaja Słoboda w guberni połtawskiej, zm. 30 kwietnia 1942 w Miassie) – rosyjski rewolucjonista.

## Życiorys
Od 1894 członek Narodnej Woli, od 1895 członek Petersburskiego Związku Walki o Wyzwolenie Klasy Robotniczej, a od 1898 SDPRR. Kilkakrotnie aresztowany i zsyłany, od 1906 do czerwca 1917 przebywał na emigracji w Belgii i Francji, w czerwcu 1917 wrócił do Rosji, od grudnia 1917 pracował w redakcji gazety "Taurydzka Prawda", od stycznia 1918 był członkiem Podolskiego Sztabu Rewolucyjnego w Kijowie. Od sierpnia 1918 zarządzający sprawami Wszechrosyjskiej Komisji ds. Remontu Transportu Kolejowego Najwyższej Rady Gospodarki Narodowej RFSRR, w lutym-marcu 1919 przewodniczący kijowskiej gubernialnej Czeki, później sekretarz Krymskiej Czeki i inspektor Ludowego Komisariatu Pracy RFSRR. Od 1920 kierownik sektora Krymskiego Komitetu Obwodowego RKP(b), 1921-1922 pracownik Przedstawicielstwa Handlowego RFSRR w Niemczech, później Instytutu Historii Partii przy KC RKP(b), 1924-1927 pracownik sektora kontroli i weryfikacji Ludowego Komisariatu Inspekcji Robotniczo-Chłopskiej ZSRR, następnie na emeryturze. Od 31 maja 1924 do 18 grudnia 1925 członek Centralnej Komisji Kontrolnej RKP(b).